# Lonchothyrea mozambica
Lonchothyrea mozambica är en skalbaggsart som beskrevs av Bertoloni 1849. Lonchothyrea mozambica ingår i släktet Lonchothyrea och familjen Cetoniidae. Inga underarter finns listade i Catalogue of Life.